# Коломбароне (Модена)
Коломбароне је насеље у Италији у округу Модена, региону Емилија-Ромања.
Према процени из 2011. у насељу је живело 333 становника. Насеље се налази на надморској висини од 69 м.